# Vogue Italia
Vogue Italia es la edición italiana de la revista Vogue. Publicada por Condé Nast International, fue por muchos años la edición menos comercial de la franquicia global de Vogue, y durante los tiempos de su ex editora, Franca Sozzani, había ganado la reputación de ser la revista de moda más influyente del mundo.
Su imagen es impactante, provocativa y vanguardista. La exdirectora de arte de la edición británica de Vogue, Jaime Perlman declaró en su momento: su fotografía va más allá de la moda, acercándola más al arte y a las ideas.

## Historia
Vogue Italia fue considerada por los expertos como la versión mejor lograda de "Vogue", sobrepasando a su edición madre, la publicación norteamericana. Desde el comienzo, Vogue Italia y la industria de la moda en ese país han mantenido una relación demasiado estrecha. Esta revista tuvo un rol fundamental en el afianzamiento de Milán como capital indiscutida de la moda. Hoy, junto a París, Londres y Nueva York, es uno de los centros más importante de la industria.
Desde 1988, año en que Franca Sozzani asume su cargo de redactora jefe, el fotógrafo norteamericano Steven Meisel fue el encargado de retratar cada una de las portadas (sin interrupción, hasta mayo de 2015) y también de los editoriales centrales de cada edición, todo a pedido de su directora. Las modelos más importantes de las últimas décadas, como Linda Evangelista, Naomi Campbell, Christy Turlington, Amber Valletta, Karen Elson y Coco Rocha, han aparecido en más de una ocasión en la tapa. Otros fotógrafos que han colaborado para Vogue Italia son Paolo Roversi, Bruce Weber, Albert Watson, Gian Paolo Barbieri, David Bailey, Peter Lindbergh, Patrick Demarchelier, Steven Klein, Ellen Von Unwerth, Tim Walker, Miles Aldridge, Mario Testino, Steve Hiett, entre otros. Sus portadas se distinguen por ser minimalistas, con la imagen de una o varias modelos (muy pocas celebridades protagonizaron la tapa de la revista, algo bastante común en otras ediciones de Vogue), y poco texto, características que toma de su par masculino L'Uomo Vogue a mediados de los 90. 
En la década del 2000 la revista ha llamado la atención por sus editoriales polémicos de índole social, sobre todo del fotógrafo Steven Meisel, como sucedió con las ediciones de septiembre de 2006, cuando se publica State of Emergency, un juego visual que parodia la Guerra contra el Terrorismo, y con el número de julio de 2007, donde se presenta la serie Supermods Enter Rehab, en la cual un grupo de modelos, con problemas de adicción, ingresa a un centro de desintoxicación. Unos meses más tarde la revista publica Make love, not war, inspirándose en la Guerra de Irak. Para el número de agosto de 2010, Meisel fotografía a la supermodelo Kristen McMenamy, en la zona del accidente petrolero ocurrido en el Golfo de México. Otra sesión recordada es Makeover Madness, con Linda Evangelista. En este editorial de 2005, el artista refleja la obsesión cultural por la belleza y las cirugías estéticas. En abril de 2014 sale a la luz Horror Movie, una producción controvertida de gran impacto visual que satiriza las películas de terror y que a su vez intenta concientizar sobre el drama de la violencia doméstica. La nota, de alta repercusión mediática, provoca rechazo y adhesión.
En julio de 2013, para celebrar los 25 años de Franca Sozzani como editora, la revista publica una edición especial con seis portadas alternativas firmadas por Steven Meisel junto con un portfolio de sus mejores imágenes y una larga serie de retratos con las personalidades que han aparecido en ella. Las modelos Linda Evangelista, Stella Tennant, Gisele Bündchen, Raquel Zimmermann, Cameron Russell, Amanda Murphy, Meghan Collison y Natalia Vodianova fueron las caras elegidas para este aniversario. Un año después, en el mes de septiembre, la revista reúne en su tapa a cincuenta de las modelos más reconocidas de la industria de los últimos treinta años, conmemorando medio siglo de existencia y anunciando el lanzamiento del archivo en línea de Vogue Italia.
En diciembre de 2016, tras 28 años al frente de Vogue Italia y 10 de L'Uomo Vogue, la directora Franca Sozzani fallece a causa de un cáncer de pulmón. Le sucede en el cargo Emanuele Farneti, exdirector de GQ Italia. En 2021 Farneti abandona la revista, en medio de una reestruturación editorial dentro de Condé Nast. Le sucede Francesca Ragazzi como directora de contenido editorial.

## El "Black Issue" o "Número Negro"
La edición de julio de 2008 marcó un hito en la historia de la moda: un ejemplar de "Vogue" integrado únicamente por modelos de raza negra, todas fotografiadas por Steven Meisel, acompañado con reportajes a personalidades de dicha etnia que se destacan en las artes y en el entretenimiento. La revista ideó este especial en señal de protesta contra las revistas de moda que no suelen incluir modelos de color en sus portadas. La industria de la moda se resiste a la inclusión de modelos negras por temor a supuestas pérdidas económicas, muchos consideran que no es rentable para sus negocios. Esta declaración, en sintonía con manifestaciones de grupos protestantes en Nueva York que combaten el racismo en la industria, convenció a la redactora jefe, Franca Sozzani, a crear esta edición. El "Black Issue" incluye a supermodelos famosas como Vivien Tan, Yasmin Warsame, Alek Wek, Rachel D. Vancelette, Veronica Webb, Noemie Lenoir, Iman, Liya Kebede, Tyra Banks y Naomi Campbell, así como también modelos relativamente nuevas en aquel tiempo, como Jourdan Dunn, Chanel Iman, Arlenis Sosa y Sessilee Lopez. Este número además presentó a Toccara Jones, la primera modelo negra de talla grande en salir en una revista de moda. En lugar de fracasar, este ejemplar de Vogue Italia se convirtió en el más vendido de su historia, hasta se llegó a reimprimir dos veces, lo que obligó a Condé Nast, por primera vez, a relanzar otra edición para satisfacer a la demanda. Las copias de reimpresión incluían las siguientes leyendas: "La edición más búscada" y "Primera reimpresión".
Sin embargo, a pesar de que las páginas de publicidad habían recibido un incremento en sus ganancias, hubo una ausencia notoria de modelos negras en ellas. Steven Meisel declaró:
"Le he pedido a mis clientes de publicidad muchas veces, '¿Podemos utilizar chicas de color?' Ellos dicen que no. Los anunciantes dicen que las modelos negras no venden"

## El "Curvy Issue" y la lucha contra los blogs pro-anorexia
En junio de 2011 la revista marca otro precedente en la industria al incluir modelos de talla grande en la tapa. Las elegidas para esta ocasión fueron Tara Lynn, Candice Huffine y Robyn Lawley, todas fotografiadas por Steven Meisel. El artículo fue titulado "Belle Vere", ("Bellas de Verdad"). Meses antes del lanzamiento, la editora Franca Sozanni crea una petición para combatir los blogs pro-anorexia. En su manifiesto la editora expresa su preocupación ante las falsas promesas que se difunden en las redes sociales, y establece una relación de causa y consecuencia entre los medios de comunicación y los hábitos alimentarios de los más jóvenes. En diciembre de 2011, Vogue Italia publica un editorial que desata la polémica. En esta oportunidad se mostraba a la modelo Karlie Kloss al desnudo. Su lánguida figura llama la atención de los medios y del público, y de esa forma empiezan las acusaciones en contra de la revista. En consecuencia de ello, Sozzani decide declarar y defender su postura sobre las fotos publicadas argumentando que "Kloss es una mujer atlética y sana, y las imágenes publicadas no fueron retocadas como se ha dicho". En su blog señaló la causa que la llevó a retirar una de las fotos del sitio web de la revista y también invitó a sus lectores a preguntar y a reflexionar sobre lo acontecido. Al año siguiente la modelo curvilínea Kate Upton protagoniza la tapa de noviembre.

## VogueEncyclo
VogueEncyclo fue una enciclopedia de moda creada por Vogue Italia (Condé Nast Digital). Esta propuesta salió a la luz en el mes de octubre de 2010, y funcionó hasta principios de 2016. VogueEncyclo ostentaba un temario acomodado alfabéticamente de la A a la Z con las siguientes categorías: moda y vestuario, diseñadores, fotografía, cine, gente, tendencias, blogueros, telas y arquitectura. Cualquier persona era libre de participar, todos los artículos estaban firmados por un autor cuya contribución era sometida a la revisión del personal de Vogue.
Todo el contenido se haya disponible también en inglés.

## Modelos de tapa
Modelos que han aparecido en la portada de Vogue Italia desde el primer número de Franca Sozzani como directora hasta la actualidad
| Año  | Modelos |
| ---- | --- |
| 1988 | Robin MacKintosh · Rachel Hunter · Michaela Bercu · Michaela Bercu · Veruschka von Lehndorff/Lauren Hutton/Isabella Rossellini |
| 1989 | Rosemary McGrotha · Linda Evangelista · Cindy Crawford · Dana Patrick · Rachel Williams · Veronica Webb · Rachel Williams · Michaela Bercu · Isabella Rossellini · Christy Turlington · Linda Evangelista · Naomi Campbell/Linda Evangelista/Christy Turlington |
| 1990 | Wallis Franken · Linda Evangelista · Linda Evangelista · Claudia Schiffer · Kim Williams · Roberta Chirko · Linda Evangelista · Naomi Campbell · Isabella Rossellini · Liza Minnelli · Christy Turlington · Editha Dussler |
| 1991 | Yasmeen Ghauri · Madonna · Christy Turlington · Teresa Stewart · Linda Evangelista · Linda Evangelista · Susan Holmes/Donna Mitchell/Wallis Franken/Andrew Richardson · Linda Evangelista · Linda Evangelista · Shana Zadrick · Sonja/Nicole Beach/Catherine/Shana Zadrick/Jane Powers/Meghan Douglas/Barbara Moors · Shana Zadrick |
| 1992 | Meghan Douglas · Isabella Rossellini · Magali Amadei · Wallis Franken/Jane Hitchcock/Susan Forristal · Kristen McMenamy · Meghan Douglas · Nadja Auermann · Rosie Vela/Tasha de Vasconcelos · Linda Evangelista · Lucie de la Falaise · Madonna · Sofia Coppola |
| 1993 | Patti Hansen · Camilla Nickerson · Linda Evangelista · Twiggy · Linda Evangelista/Naomi Campbell/Christy Turlington/Amber Valletta/Shalom Harlow · Bridget Hall · Shalom Harlow · Kristen McMenamy · Jaime Rishar · Jaime Rishar · Bridget Hall · Lauren Hutton. |
| 1994 | Linda Evangelista · Claudia Schiffer · Bridget Hall · Beverly Peele · Veruschka von Lehndorff · Niki Taylor · Nadja Auermann · Kirsty Hume · Kirsty Hume · Nina Griscom/Rachel Williams/Susan Forristal/Kim Williams/ Kristen McMenamy/ Stella Tennant/ Meghan Douglas/ Chessy Rayner/ Peggy Moffitt/ Naomi Campbell/ Jane Hitchcock/ Trish Goff/ Patti Hansen/ Nadja Auermann/ Marisa Berenson/ Carla Bruni/ Ali MacGraw/ Claudia Schiffer/ Ann Turkel/ Linda Evangelista/ Jaime Rishar/ Isabella Rossellini/ Veruschka von Lehndorff/ Kate Moss/ Bridget Hall/ Lucie de la Falaise/ Donna Mitchell/ Shalom Harlow/ Kirsty Hume/ Sofia Coppola/ Christy Turlington/ Lauren Hutton · Linda Evangelista · Kristen McMenamy |
| 1995 | Kristen McMenamy · Michelle Behennah · Amber Valletta/Trish Goff · Laurie Bird · Bijou Phillips · Kristen McMenamy · Linda Evangelista · Amber Valletta · Amber Valletta · Michele Hicks · Guinevere Van Seenus · Stella Tennant |
| 1996 | Amber Valletta · Stella Tennant · Kate Moss · Elsa Benítez · Esther De Jong/Jeremy Boesmans · Esther De Jong/Shirley Mallmann · Kylie Bax · Elsa Benítez · Elsa Benítez · Guinevere Van Seenus/Carolyn Murphy · Guinevere Van Seenus · Amy Wesson |
| 1997 | Amy Wesson · Karen Elson · Amber Valletta/Naomi Campbell/Kristen McMenamy/Karen Elson · Courtney Love · Audrey Marnay · Angela Lindvall/Scott Barnhill/Chris Kramer/Thorsten Larsen · Danielle Zinaich/Scott Barnhill · Amy Lemons · Kirsten Owen · Chandra North/Colin Egglesfield/Mischa Barton · Sunniva Stordahl · Nicole Anderson |
| 1998 | Erin O'Connor · Elsa Benítez/Maggie Rizer/Eugenia Silva · Eugenia Silva · Heather Stohler · Eva Strus · Maggie Rizer · Elizabeth Peyton · Oluchi Onweagba · Carolyn Murphy · Jade Parfitt/Karen Elson/Erin O'Connor/Audrey Marnay/Maggie Rizer/Audrey Tchekova · Emily Sandberg/Kevin Merkel · Inge Geurts |
| 1999 | Frankie Rayder · Karen Elson · Małgosia Bela/Maggie Rizer · Sunniva Stordahl · Amber Valletta · Gisele Bündchen/Andre Resende · Juliet Elliot · Madeleine Norling · Anastasia Khozisova/Juliet Elliot/Mary Anne Fletcher · Jacquetta Wheeler · Lisa Taylor · Caroline Ribeiro |
| 2000 | Audrey Marnay/Maggie Rizer/Danita Angell/Ana Cláudia Michels/Caroline Ribeiro/Karen Elson · Sophie Dahl · Hannelore Knuts · Sophie Dahl/Damien Van Zyl · Amanda Moore · Małgosia Bela · Hannelore Knuts · Talytha Pugliesi/Anouck Lepere/Anastasia Khozisova/Raquel Zimmermann/Raica Oliveira · Raquel Zimmermann/Natasa Livak · Charlotte Gainsbourg · Kim Peers · Eleonora Bosé |
| 2001 | Kim Peers · Liisa Winkler · Hannelore Knuts/Christina Kruse/Kim Peers/An Oost/Trish Goff/Jacquetta Wheeler · Hannelore Knuts · Vicky Andren · Diána Mészáros · Karolína Kurková · Gisele Bündchen/Matt Duffie · Marisa Berenson/Liliana Domínguez/Justine/Luciano Cassin · Amber Valletta · Naomi Campbell · Kristina Chrastekova |
| 2002 | Carmen Kass/Anne-Catherine Lacroix/Amanda Moore/Bridget Hall · Eva Jay Kubatova · Anne-Catherine Lacroix · Eugenia Volodina · Michelle Alves · Raquel Zimmermann · Carolyn Murphy/Ryan Burns · Selma Blair · Emily Sandberg · Liya Kebede · Missy Rayder · Natalia Vodianova |
| 2003 | Élise Crombez · Linda Evangelista · Stella Tennant · Audrey Marnay · Élise Crombez · Julia Stegner · Daria Werbowy/Élise Crombez/Julia Stegner · Daria Werbowy · Jessica Stam · Daria Werbowy · Jessica Stam/Missy Rayder · Rianne Ten Haken |
| 2004 | Missy Rayder · Lisa Cant · Lisa Cant · Lydia Hearst · Daria Werbowy · Karen Elson · Missy Rayder/Karen Elson/Hannelore Knuts/Élise Crombez/Jessica Stam/Dovile Virsilaite · Jessica Stam · Élise Crombez · Élise Crombez · Hana Soukupová · Karen Elson |
| 2005 | Missy Rayder/Hannelore Knuts/Shannan Click/Caroline Trentini/Julia Stegner/Frank Brown/Gaspar Dietrich · Doutzen Kroes · Lily Donaldson · Gemma Ward · Natalia Vodianova · Carolyn Murphy · Linda Evangelista · Snejana Onopka · Lily Donaldson · Karen Elson · Snejana Onopka · Sasha Pivovarova |
| 2006 | Irina Lazareanu/Jarrod Branch/Jonathan Kroppmann · Heather Bratton · Amanda Moore · Coco Rocha · Heather Bratton · Hilary Rhoda · Anna-Maria Urazhevskaya · Iselin Steiro/Natasa Vojnovic · Hilary Rhoda · Nicole Richie · Agyness Deyn · Karen Elson |
| 2007 | Sasha Pivovarova/Missy Rayder/Nate Nesbitt · Hilary Rhoda/Coco Rocha · Sasha Pivovarova · Karen Elson · Gemma Ward · Adina Fohlin · Denisa Dvorakova · Maryna Linchuk/Magdalena Frackowiak · Agyness Deyn/Nate Nesbitt/Blaine Cook/Chad Dunn/Rodrigo Calazans · Meghan Collison · Coco Rocha/Meghan Collison · Lara Stone |
| 2008 | Guinevere Van Seenus · Agnete Hegelund/Kamila Filipcikova · Kamila Filipcikova · Natalia Vodianova · Eva Mendes · Linda Evangelista · Naomi Campbell/Liya Kebede/Jourdan Dunn/Sessilee Lopez · Guinevere Van Seenus/Mark Vanderloo/Johnny Zander/Linda Evangelista/Karen Elson/Nico Malleville/Willy van Rooy/Iris Strubegger · Viktoriya Sasonkina · Anna Jagodzinska · Katrin Thormann/Toni Garrn · Katrin Thormann |
| 2009 | Anna Jagodzinska/Anna Selezneva/Viktoriya Sasonkina · Pixie Geldof · Hanne Gaby Odiele/Kinga Rajzak · Eliza Cummings · Sasha Pivovarova · Meghan Collison/Daniel Hicks · Kristen McMenamy · Linda Evangelista · Sasha Pivovarova & Ash Stymest/Anna Jagodzinska, Max Rogers & Will Lewis/Jamie Bochert & Christian Brylle · Rianne ten Haken/Karlie Kloss · Rianne ten Haken · Christy Turlington/Gisele Bündchen/Kasia Struss/Lara Stone/Natalia Vodianova |
| 2010 | Karlie Kloss · Jamie Bochert/Daphne Guinness/Agyness Deyn · Freja Beha Erichsen · Amber Valletta · Kirsi Pyrhonen/Daria Strokous · Eva Herzigová · Christy Turlington · Kristen McMenamy · Miranda Kerr · Mariacarla Boscono · Freja Beha Erichsen/Iselin Steiro · Gisele Bündchen |
| 2011 | Freja Beha Erichsen/Arizona Muse · Candice Swanepoel · Saskia de Brauw · Kristina Salinovic · Kristen McMenamy · Candice Huffine/Tara Lynn/Robyn Lawley · Juliane Grüner · Raquel Zimmermann · Stella Tennant · Karen Elson · Raquel Zimmermann · Karlie Kloss |
| 2012 | Caroline Trentini/Daria Strokous/Paula Patrice · Laura Kampman · Joan Smalls · Chrystal Copeland/Sojourner Morrell/Thairine Garcia/Aaron Vernon/Ethan James/Lyle Lodwick · Linda Evangelista · Isabella Rossellini · Mackenzie Drazan/Vanessa Axente/Erjona Ala/Elena Bartels/Lida Fox/Julia Nobis · Jamie Bochert · Carolyn Murphy · Meghan Collison · Kate Upton · Vanessa Axente/Marlon Teixeira |
| 2013 | Fei Fei Sun · Naomi Campbell · Vanessa Axente/Gustav Swedberg · Edie Campbell · Edie Campbell/Karen Elson · Gisele Bündchen · Amanda Murphy/Cameron Russell/Dorian Reeves/Ethan James Green/Frederik Meijnen/Gisele Bündchen/John Pearson/Linda Evangelista/Louis Steyaert/Meghan Collison/Natalia Vodianova/Raquel Zimmermann/RJ King/Stella Tennant/Tony Ward · Amanda Murphy · Doutzen Kroes · Edie Campbell · Ashleigh Good · Cindy Bruna/Anna Ewers/Ophélie Guillermand/Gracie Van Gastel |
| 2014 | Julia Nobis · Sofia Coppola · Saskia de Brauw · Issa Lish/Bernd Sassmanshausen · Lexi Boling · Adriana Lima · Amanda Murphy/RJ King/Lexi Boling/David Alexander Flinn/Edie Campbell/Cameron Keesling/Vanessa Moody/Geron McKinley/Julia Nobis/Tobias Hayduk/Meghan Collison · Isabeli Fontana/Timo Nuñez · Naomi Campbell/Raquel Zimmermann/Amber Valletta/Carolyn Murphy/Christy Turlington/Linda Evangelista/Karen Elson/Natalia Vodianova/Edie Campbell/Stella Tennant/Jamie Bochert/Vanessa Moody/Mariacarla Boscono/Daria Strokous/Issa Lish/Iselin Steiro/Liya Kebede/Julia Nobis/Anais Mali/Meghan Collison/Lexi Boling/Jessica Stam/Saskia de Brauw/Vanessa Axente/Coco Rocha/Fei Fei Sun/Aymeline Valade/Julia Stegner/Sasha Pivovarova/Natasha Poly/Elise Crombez/Anna de Rijk/Ophelie Guillermand/Hilary Rhoda/Guinevere van Seenus/Karlie Kloss/Isabeli Fontana/Miranda Kerr/Cindy Bruna/Jourdan Dunn/Liu Wen/Caroline Trentini/Amanda Murphy/Joan Smalls/Candice Huffine/Anna Ewers/Cameron Russell/Sasha Luss/Candice Swanepoel/Adriana Lima · Karlie Kloss/Lexi Boling/Sasha Pivovarova · Carolyn Murphy · Valerija Kelava/Jamie Bochert |
| 2015 | Hollie-May Saker · Lexi Boling · Mia Goth · Karen Elson/Christopher Niquet · Kayla Scott · Ju Xiaowen/Yuan Bo Chao/Fei Fei Sun/Fernanda Ly/Gia Tang/Jing Wen · Anna Cleveland/Chandrika Casali/Donna Jordan/Erin O’Connor/Frankie Rayder/Hailey Gates/Jan de Villeneuve/Maddison Brown/Marie-Pierre Pruvot/Mariel Hemingway/Sasha Pivovarova/Stockard Channing/Verde Visconti/Yasmin Warsame · Mariacarla Boscono · Lexi Boling/Maartje Verhoef · Estella Boersma/Lily Stewart/Lucas Jayden Satherly · Gigi Hadid · Adwoa Aboah/Edie Campbell/Jamie Bochert/Erin O'Connor/Christina Carey/Anna Cleveland/Karen Elson/Kate Moss |
| 2016 | Julia Garner · Kate Moss · Rianne van Rompaey · Gigi Hadid/Liya Kebede/Imaan Hammam/Kenza Fourati/Samantha Ellsworth/Pooja Moor/Elisa Sednaoui/Ajak Deng/Mica Argañaraz/Anoushka Sharma/Zahara · Caitie Green · Anna Cleveland/Paul van Ravenstein/Pat Cleveland/Noel van Ravenstein/Kate Moss/Lila Grace Moss-Hack/Edie Campbell/Olympia Campbell/Arsun Sorrenti/Gray Sorrenti/Mary Frey/Sasha Pivovarova/Mia Isis · Vittoria Ceretti · Lara Stone/Andrés Sanjuan · Frederikke Sofie/Bella Hadid/Kiki Willems/Lulu · Isabeli Fontana/Carolyn Murphy/Milla Jovovich/Liu Wen/Lara Stone/Karen Elson/Helena Christensen/Karen Alexander/Tatjana Patitz · Alicia Burke/Hussein Abdulrahman · Jean Campbell/Sasha Lane/Carson Aldridge/Chase Finlay/Saoirse Stanley |
| 2017 | Estella Boersma/Jaden Smith · Madonna · Lulu · Sara Grace Wallerstedt/ Ansley Gulielmi/Cara Taylor · Anna Ewers/David Friend · Bella Hadid · Grace Elizabeth/Garrett Neff · Lara Stone · Mariacarla Boscono/Federico Spinas/Lily Aldridge/Vittoria Ceretti/Pablo Rousson/Edoardo Velicskov/Saskia de Brauw/Othilia Simon · Lauren Hutton/Natasa Vojnovic/Diego Villarreal · Raquel Zimmermann · Natalia Vodianova/Joan Smalls/Anja Rubik/Catherine McNeil/Jamie Bochert/Irina Shayk |
| 2018 | Fran Summers · Gisele Bündchen · Remington Williams · Adut Akech/Birgit Kos/Amandine Renard · Gigi Hadid/Justin Martin · Mica Argañaraz/Doutzen Kroes/Rianne van Rompaey · Kaia Gerber · Madonna · Vittoria Ceretti/Saskia de Brauw/Guinevere van Seenus/Daan Duez/Fernando Albaladejo · Gisele Bündchen/Mariacarla Boscono/Carla Bruni · Freja Beha Erichsen · Shalom Harlow |
| 2019 | Rebecca Leigh Longendyke |